# Без закона
Без закона (енгл. Lawless) америчка је криминалистичка драма из 2012. редитеља Џона Хилкота снимљена по сценарију Ника Кејва.

## Улоге
| Глумац          | Улога             |
| --------------- | ----------------- |
| Шаја Лабаф      | Џек Бондјурант    |
| Том Харди       | Форест Бондјурант |
| Џејсон Кларк    | Хауард Бондјурант |
| Џесика Частејн  | Меги Бофорд       |
| Гај Пирс        | Чарли Рејкс       |
| Мија Вашиковска | Берта Миникс      |
| Дејн Дехан      | Крикет Пејт       |
| Гари Олдман     | Флојд Банер       |
| Лу Темпл        | Хенри Абшир       |
| Крис Макгари    | Дани              |
| Том Толин       | Мејсон Вардел     |
| Маркус Хестер   | Џеф Ричардс       |
| Бил Камп        | шериф Хоџиз       |
| Алекс Ван       | Тизвел Миникс     |
| Ноа Тејлор      | Гами Волш         |